# Ornithocheirus buenzeli
"Ornithocheirus" buenzeli (con frecuencia escrito erróneamente como O. bunzeli) es un especie extinta de pterosaurio conocido a partir de partes de un húmero y parte de una mandíbula inferior halaldo en rocas del período Cretácico Superior (Campaniense) de la Formación Grünbach en Austria. Aunque tradicionalmente se ha clasificado como una especie del género Ornithocheirus, es más probable que se trate de un azdárquido, aunque debido a la naturaleza fragmentaria de los restos fósiles conocidos, se le considera un nomen dubium.